# 窦家沟站
窦家沟站是位于甘肃省白银市窦家沟村的一个铁路车站，邮政编码730911。车站建于1956年，有包兰铁路经过该站，现不办理客货运业务，车站及其上下行区间均为电气化区段。车站距离包头站875公里，隶属兰州铁路局，是五等站。